# باسم خفاجي
الدكتور باسم كمال درويش خفاجي استشاري دولي في الإدارة والتعليم وباحث في العلاقات الدولية، وقضايا الفكر والنجاح والإدارة والتعليم، قدم نفسه مرشحًا محتملًا في انتخابات الرئاسة المصرية 2012، إلا أنه تراجع عن الترشيح بعد ذلك.

## تعريف
- استشاري دولي في مجالات التقنيات والتعليم والإدارة
- مؤلف وباحث في الدراسات الفكرية والإستراتيجية وما يعنى بالشأن المصري والعلاقات الدولية
- رئيس مجلس إدارة منتدى التميز للقادة والمدراء – الف ALEF،
- رئيس مجلس إدارة شركة علم للاستشارات – القاهرة.
- رئيس منتدى الشرق الأوسط لتطوير التعليم، بلجيكا، سبتمبر 2010م
- مستشار تطوير تقنيات التعليم، واستراتيجيات التعليم الإلكتروني، جامعة الدمام، السعودية
- مستشار استراتيجي لتقنية المعلومات، جامعة الملك خالد، السعودية
- الأمين العام لمؤتمر «أكاديمكس»، المؤتمر والمعرض الدولي لتقنيات التعليم في العالم العربي، مايو 2012.
- الرئيس التنفيذي لمبادرة النجاح، المبادرة العربية للتطوير ومهارات النجاح في العمل والحياة والعلاقات.
- عمل مستشاراً للاتحاد الأوربي لمشروعات تطوير التعليم والتدريب المتعلقة بالشرق الأوسط.
- شارك بصفته عضواً عن المنطقة العربية في لجنة إلكترونية لتطوير التعليم بمنظمة اليونيسكو.
- عمل رئيساً لمشروع جامعة النهضة، أول جامعة عربية إلكترونية عبر الإنترنت
- عمل كأستاذ زائر في عدد من الجامعات الأمريكية منها جامعة ولاية ميتشجان وجامعة ولاية أيداهو.
- ترأس اتحاد طلاب جامعة قناة السويس أثناء دراسته بالجامعة عام 1980م.
- تولى مناصب الإدارة العليا في عدد من الشركات والمؤسسات الأمريكية.
- له مشاركات عديدة في المؤتمرات والندوات العالمية والعربية، ومن خلال وسائل الإعلام المكتوب والمرئي.
- حصل على عدد من الجوائز التقديرية من الولايات المتحدة والعالم العربي.
- ترأس تحرير عدد من الدوريات والمجلات الأمريكية الصادرة باللغة العربية، في مجالات الفكر والإدارة والإعلام.

## مؤلفات دكتور باسم خفاجي
له العديد من المؤلفات والدراسات المنشورة باللغتين العربية والإنجليزية في المجالات الأكاديمية والفكرية، ومن أهمها:
- تأملات النهضة والثورة: حماية ثورة واستثمار يقظة شعب، تحت النشر، 2012م
- أمراض الناجحين: لماذا يفشل الناجحون، أو لا يسعدوا بنجاحاتهم، تحت النشرـ 2012م
- 750 نصيحة حول التعلم الإلكتروني: نصائح عملية وتنفيذية لأعضاء هيئات التدريس، 2012م
- وجع في قلب مصر: خواطر حول الحياة المصرية المعاصرة، 2011م
- الاتجاهات الحديثة للتطوير الإداري،  2010م
- روسيا ومواجهة الغرب: أزمة القوقاز وأثرها على العالم الغربي والمسلم، 2009م
- استراتيجيات غربية لاحتواء الإسلام: دراسة عن تقارير معهد راند حول العالم المسلم، 2007م
- لماذا يكرهونه: الأصول الفكرية لعلاقة الغرب بنبي الإسلام، 2006م
- الشخصية الأمريكية: وأثرها في صناعة القرار السياسي الأمريكي، 2005م
- حصاد الفكر الغربي: قراءة في الإصدارات الفكرية الغربية في عام، 2004م
- تجار الفكر: المراكز الفكرية الأمريكية وصناعة القرار والتأثير عليه 2002م

## الحياة الشخصية
- من مواليد بورسعيد في عام 1962 

- متزوج من المهندسة إكرام عبد المنعم

- لديه 3 أولاد - ابنة وولدان 

- يعيش مع أسرته في القاهرة، جمهورية مصر العربية

## التعليم
- تخرج من كلية الهندسة في عام 1984م بجامعة قناة السويس بمصر
- حصل على الماجستير من جامعة أيداهو، أمريكا عام 1988م
- حصل على الدكتوراه من جامعة ميتشجان الأمريكية عام 1992م

## انتخابات الرئاسة
أعلن الدكتور ترشحه رسميا للانتخابات الرئاسية كمرشح مستقل، للدخول في المنافسة قبل أيام من فتح باب الترشيح رسمياً المقرر له في 10 مارس 2012.